# Paolo Samorì
Paolo Samorì (né en 1971 à Imola) est un professeur spécialisé en nanochimie. Il est directeur de l'Institut de science et d'ingénierie supramoléculaires de l'université de Strasbourg.

## Récompenses et distinctions
- Fellow of the Materials Research Society (MRS) (2021)
- Membre senior de l'Institut universitaire de France (2020)
- Membre étranger de l’Académie royale flamande de Belgique pour les sciences et les arts (KVAB) 2019
- Trophée Les Étoiles de l’Europe en 2019
- Médaille Blaise Pascal en science des matériaux de l’EURASC 2018
- Grand prix Pierre Süe de la Société Chimique de France (SCF) 2018
- Prix Surfaces and Interfaces de la RSC 2018
- Prix Grignard Wittig (société chimique allemande) 2017
- Prix Catalan-Sabatier (société chimique espagnole) 2017
- Membre Honoraire de l'Université de Nova Gorica, Slovenie 2017
- Fellow de l'Académie européenne des sciences (2014)[réf. souhaitée]
- Membre de l'Academia Europaea (2014)[réf. souhaitée]
- Médaille d'argent du CNRS (2012)[2]
- Fellow of the Royal Society of Chemistry (2012)[réf. souhaitée]
- Membre junior de l'Institut universitaire de France (2010)[3]
- Prix Guy Ourisson du Cercle Gutenberg (2010)[4]
- Nicolò Copernico Award (2009)[5]